# Дублет
Дублет (от френски: doublet, от double – „двоен“) в езикознанието се нарича всяка от двете (или повече) разновидности (варианти) на дадена езикова единица. Най-често се говори за
- акцентни дублети – фонетични варианти на една и съща дума, различаващи се по място на ударението (вѝно и вино̀, ра̀ботя и рабо̀тя).

Съществуват още:
- фонетични дублети – различаващи се по един звук или група от звукове (обеца и обица, шепна и шъпна);
- акцентно-фонетични – при тях преместването на ударението влече и промяна на звук (о̀тред и отря̀д, о̀бред и обря̀д);
- морфологични – разликите идват от окончанията, свързани с формите за род и число (от тел – телта и телът, от поле – полета и поля);
- словообразувателни – получени от различни наставки с еднакъв смисъл (граматичен и граматически, електричен и електрически, специализиране и специализация, геоложки и геологичен и геологически);
- етимологични – те имат един и същи корен, но са били възприети в езика, идвайки по различни пътища (Йоан и Иван, Теодор и Тодор, Йерусалим и Ерусалим).

Дублетността е нормално, естествено явление във всеки език. В много случаи дублетните форми са напълно равностойни помежду си, но твърде често в нормите на езика и речта (напр. в Нов правописен речник на българския език) се отразява тяхната функционална или стилистична неравнозначност. Така е например при акцентните дублетни форми за мин. св. време на глаголите от I и II спрежение от типа пѝсах и писа̀х, при които вариантите с ударение върху окончанието се допускат, но не се препоръчват.
Понякога обществото с избирателното си отношение, с предпочитанието, което дава на една или друга дублетна форма, може косвено да влияе на езиковата система. Един пример. В системата на числителните имена от 11 до 20 и кръглите десетици устната практика отдавна е била преминала към съкратен изговорен вариант: единадесет – единайсет; двадесет – двайсет. Тази дублетна форма дълго време е била пренебрегвана от речниците, но с течение на времето и под напора на обществената практика и двата вида форми са били включени в правописните ръководства, макар и с указание за препоръка – препоръчителна става кратката форма като масово разпространена и неутрална, докато дългата вече възприема характер на по-официална, по-тържествена. Третата дублетна форма обаче (със съкращаване на крайната съгласна – едина̀йсе, два̀йсе) не се възприема от книжовната норма, макар че е широко разпространена.
Подобен е случаят при глаголите с неударена наставка -увам (от типа чу̀вствувам), при които до 2002 г. формите чувствувам и чувствам бяха дублети, но сега правилен е само вторият вариант..